# 闇の密霊師
『闇の密霊師』(やみのみつりょうし)は、芝田英行による日本の漫画作品。『週刊少年チャンピオン』（秋田書店）にて、1983年から1985年にかけて連載された。単行本は全3巻、更に外伝の「闇の密霊師外伝　光の霊記」（全1巻）がある。
作者の経歴を反映してか、動物霊は人間に利用されたものとして、断罪していない。

## あらすじ
鷲羽涼（わしばりょう）は、表の顔は考古学者だが、実は霊能者であった。大天使長ミカエルの光を用い、除霊や、悪魔祓いに勤しむ。

## 登場人物
鷲羽 涼（わしば りょう）
本作の主人公。早稲田大学第一文学部史学科考古学資料室に勤務。考古学者、神秘学者にして霊能者。動物好き。歴史や神秘学に造形が深い。
大天使長ミカエルの天の光を身に宿しており、西洋魔術、密教の術を駆使を駆使し、除霊に当たる。霊能力は強大で、外国や時には神界からも、除霊や悪魔祓いの依頼がくるほど。
サングラスに、黒いポンチョのような服をいつもまとっている。封呪の銀聖剣を、武器として使う。
石川 裕子（いしかわ ひろこ）　
史学科3年。鷲羽のファン。本作品のヒロインであり、狂言回し役。霊視能力を持つ。
彼女あるいは、彼女の周囲の人が、霊的な事件に巻き込まれて、話が進むパターンが多い。
白上 亜々留（しらかみ あある）
大天使サリエルに守られた霊能力を持つ5歳の幼女。TV番組に出演し、心霊手術を披露したが、手品師からトリックと決めつけられたが、別の番組に出演し、手品師の関節炎を心霊手術で治す。母親も霊能者だが、悪魔等を祓おうとせず、優しく受け入れようとしており、そのため、病気がちである。
牙原 三狼（さえばら さぶろう）
大天使ガブリエルの光を身に宿す。母親と京子という恋人を、悪魔に殺されている。
時々、落ち込んでいる描写があり、他のメンバーより、力や心が弱いようである。
伊沢（いざわ）
鷲羽の助手。23歳。裕子のことが好き。
吉沢（よしざわ）
鷲羽の同僚、友人。エジプト考古学が専門だが、アテン神に憑りつかれる。